# Louin, Deux-Sèvres

Louin este o comună în departamentul Deux-Sèvres, Franța. În 2009 avea o populație de 752 de locuitori.